# جان ماري بلرين
جان ماري بلرين هو سياسي كندي، ولد في 14 نوفمبر 1878 في كندا، وتوفي في 19 مايو 1950. حزبياً، نشط في Conservative Party of Quebec (historical) ‏. وقد انتخب عضو الجمعية الوطنية في كيبك ‏.